# 江戸相撲天明6年3月場所
江戸相撲天明6年3月場所（えどすもうてんめい6ねん3がつばしょ）は、天明6年（1786年）3月に開催された江戸相撲（大相撲の前身）の本場所。興行場所は浅草蔵前八幡。

## 概要
天明5年は全国的に不景気で、年2度の江戸相撲はいずれも中止された。そのため、今回の興行は天明4年11月場所以来、1年半ぶりの本場所開催となった。この場所は、小野川喜三郎、鷲ヶ濱音右エ門ら大坂相撲を基盤とする力士が不参となり、興行も「大角力」ではなく「勧進角力」として行われた。

## 幕内番付・星取表
| 東   | 東              | 東               | 番付      | 西             | 西              | 西   |
| 備考 | 成績            | 力士名           | 番付      | 力士名         | 成績            | 備考 |
| ---- | --------------- | ---------------- | --------- | -------------- | --------------- | ---- |
|      | 2勝1敗7休       | 白瀧沢右エ門     | 大関      | 谷風梶之助     | 10勝            |      |
|      | 3勝2敗3分2休    | 黒岩川右エ門     | 関脇      | 宮城野錦之助   | 3勝7休          |      |
|      | 7勝2敗1休       | 鬼面山谷五郎     | 小結      | 沖津風磯右エ門 | 2勝1敗1分1預5休 |      |
|      | 4勝2敗1分1預2休 | 苫ノ嶋浦右エ門   | 前頭筆頭  | 柏戸勘太夫     | 全休            |      |
|      | 4勝4敗2休       | 八ツヶ峰住右エ門 | 前頭2枚目 | 関ノ戸八郎治   | 5勝3敗1分1休    |      |
|      | 2勝3敗5休       | 鶴ヶ瀧剛右エ門   | 前頭3枚目 | 出羽ノ海金蔵   | 4勝2敗3分1休    |      |

## 備考
- この時代の江戸相撲においては優勝力士という概念は存在していないが、後に定められた優勝制度を遡って準用することができる。本場所においては、谷風が優勝相当となる。